# Ewald Georg von Kleist
Ewald Georg von Kleist (* 10. Juni 1700 in Vietzow, Pommern; † 11. Dezember 1748 in Köslin; auch Ewald Jürgen von Kleist) war ein preußischer Jurist und Naturwissenschaftler. Er gilt als einer der Erfinder der Leidener Flasche, heute bekannt als Kondensator.

## Leben

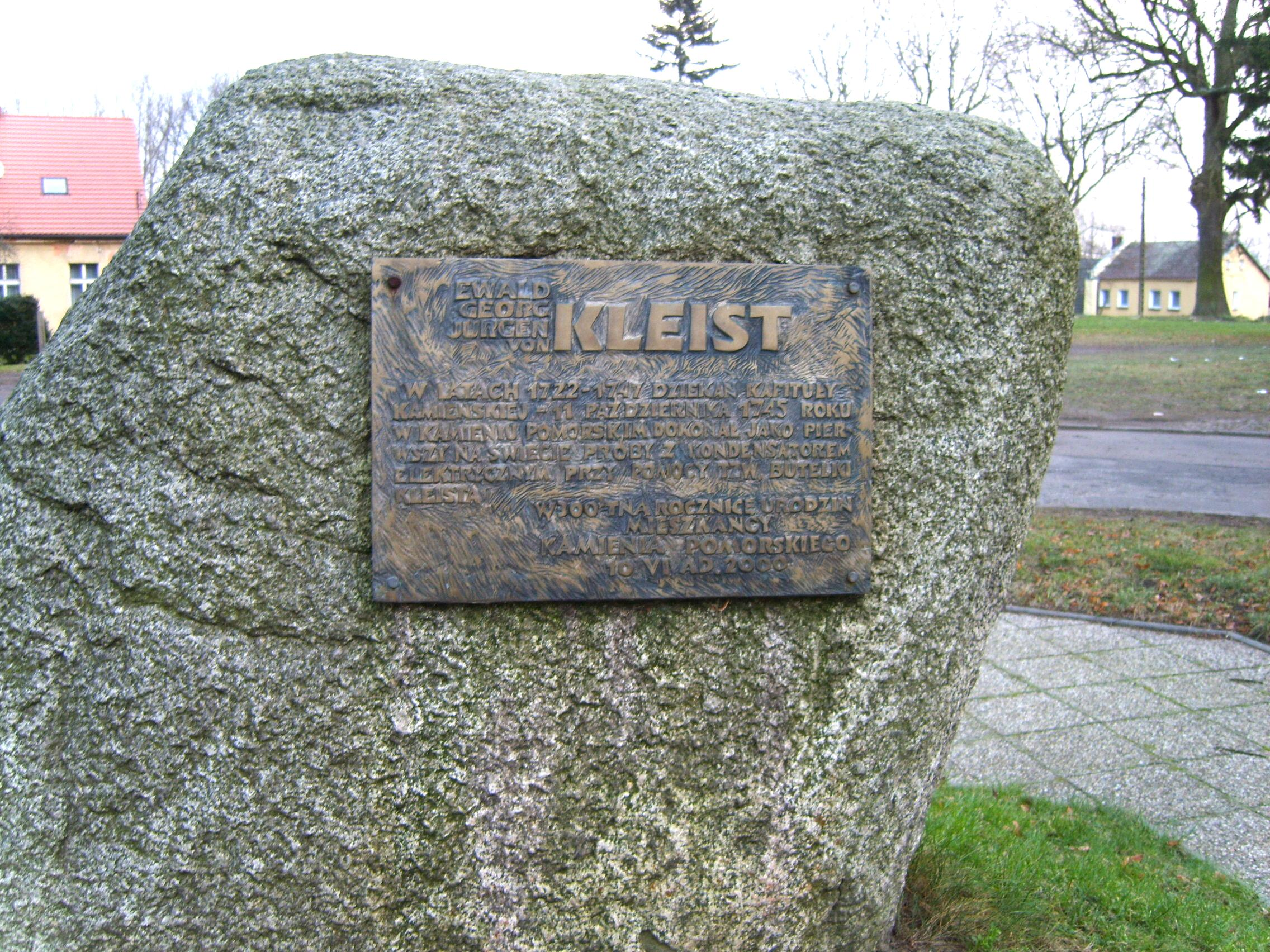
Gedenkstein in Cammin für Ewald G. Kleist

Ewald Georg von Kleist studierte Jura in Leipzig und Leyden, war von 1722 bis 1747 Dechant des Dom-Kapitels zu Cammin und danach Präsident des Hofgerichts in Köslin. Er war Mitglied der Akademie der Wissenschaften in Berlin.
Er gehörte zur pommerschen Adelsfamilie derer von Kleist, sein Vater war der Landrat Ewald Joachim von Kleist (* 1657; † 1716).

## Leistungen

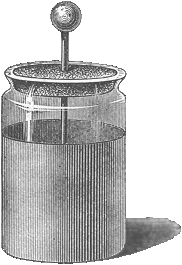
Kleistsche Flasche

Ewald Georg von Kleist führte naturwissenschaftliche Experimente durch. Er erfand am 11. Oktober 1745 in Cammin die elektrische Verstärkungsflasche. Diese wurde kurz darauf von dem Leidener Professor der Experimentalphysik, Petrus von Musschenbroek, noch einmal erfunden. Dieser erste elektrische Kondensator wurde teils als Kleistsche Flasche, vor allem aber nach dem Ort der zweiten Erfindung als Leidener Flasche bekannt. 1748 fand Benjamin Wilson das Gesetz der Anhäufung, wonach die Aufnahmefähigkeit der Flasche proportional zur bedeckten Fläche und umgekehrt proportional zur Wandstärke des Glases ist.